# Тит Аний Луск (консул 128 пр.н.е.)
Вижте пояснителната страница за други личности с името Тит Аний Луск.
Тит Аний Луск Руф (на латински: Titus Annius Luscus Rufus) e политик на Римската република през 2 век пр.н.е. Той носи когномен Руф.
Произлиза от фамилията Ании и е син на Тит Аний Луск (консул 153 пр.н.е.) и вероятно внук на Тит Аний Луск (посланик 172 пр.н.е.).
През 128 пр.н.е. е избран за консул заедно с Гней Октавий.
Вероятно е баща на Ания, която става съпруга на Гай Папий Целз и майка на Тит Аний Мило († 48 пр.н.е.), който е осиновен от дядо му Тит Аний Луск.